# Fladnitz an der Teichalm
Fladnitz an der Teichalm é um município da Áustria, situado no distrito de Weiz, no estado da Estíria. Tem 66,51 km² de área e sua população em 2019 foi estimada em 1.796 habitantes.